# Benedetto Musolino
Ne doit pas être confondu avec Benito Mussolini.
Pour les articles homonymes, voir Musolino.
Benedetto Musolino (né à Pizzo le 8 février 1809 et mort dans la même ville le 15 novembre 1885) est un patriote et un homme politique italien. Il fut sénateur du royaume d'Italie lors de la XIVe législature.

## Biographie
Il est initié en franc-maçonnerie entre 1862 et 1865, dans la loge Dante Alighier de Turin et lors de la Constituante maçonnique de Gênes du 29 mai 1865 il représente la loge Speranza Prima de Montevideo.